# Priamos

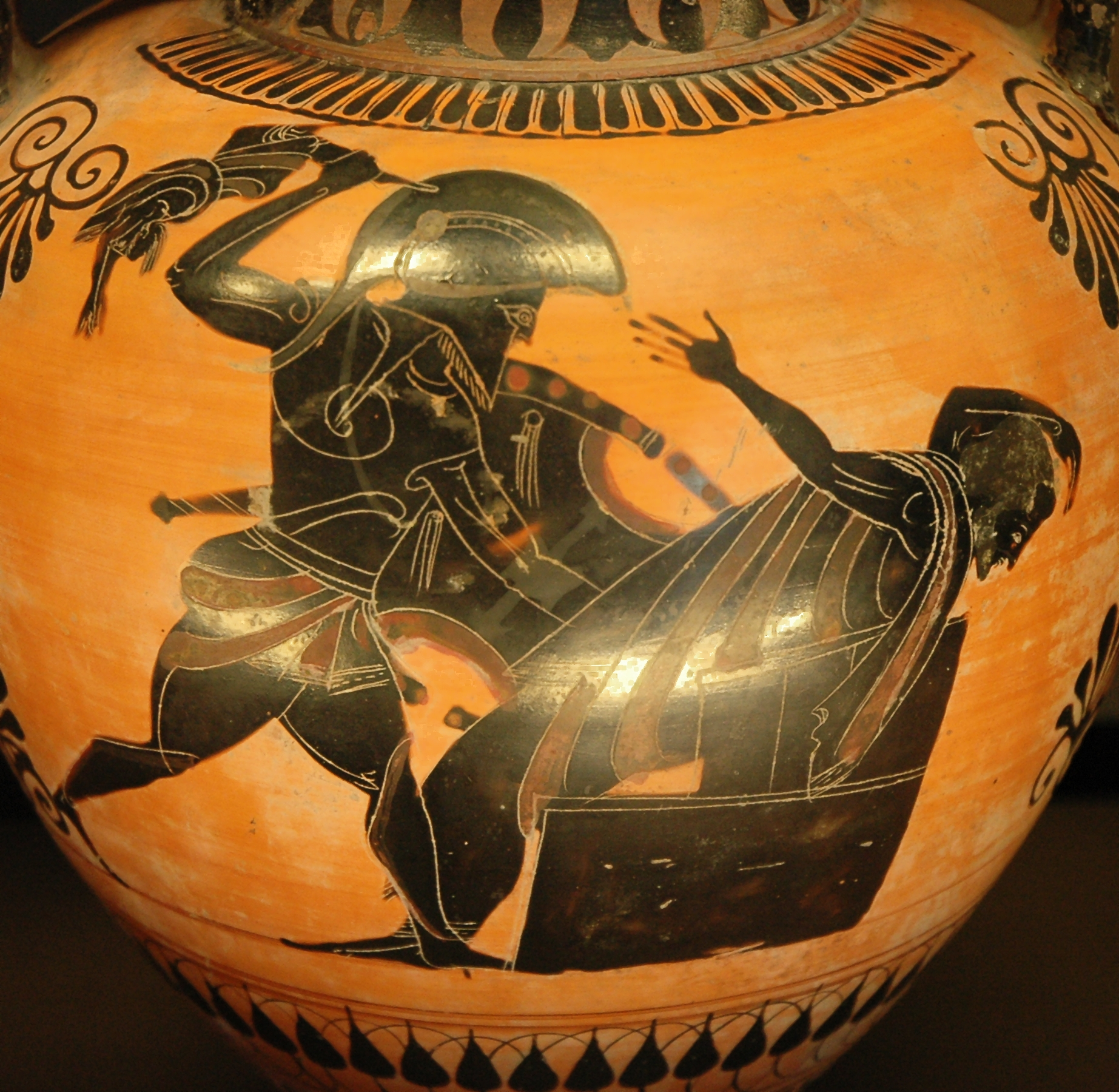
Neoptolemos tötet König Priamos mit dem Körper des Astyanax. Attische Amphore mit schwarzfigurigen Darstellungen, um 520/510 v. Chr., Louvre

Priamos (altgriechisch Πρίαμος Príamos, lesbisch Πέρραμος Pérramos, latinisiert Priamus, eingedeutscht Priam) ist der Sohn des Laomedon und der Strymo oder der Plakia, der Tochter des Otreus. Er ist in der griechischen Mythologie der  König von Troja (Ilios) während des Trojanischen Krieges.

## Name und Geschichte
Sein Name rührt wohl aus dem Luwischen her: 𒉺𒊑𒀀𒈬𒀀 Pa-ri-a-mu-a-. „der hervorragenden, vortrefflichen Mut hat“. Nach dem griechischen Mythos stammt er von dem (altgriechischen oder lydischen) Wort πρίασθαι príasthai, deutsch ‚kaufen‘. Diesen Namen habe er erhalten, weil seine Schwester Hesione ihn freikaufte, als die Stadt von Herakles erstürmt worden war, da dieser von seinem Vater und damaligen König Laomedon betrogen worden war. Davor soll er Podarkes (Ποδάρκης ‚der Schnellfüßige‘) genannt worden sein.
Als seine (Halb-)Brüder gelten Tithonos, Lampos, Klytios, Hiketaon, als (Halb-)Schwestern Hesione, Killa und Astyoche. 
Homer berichtete auch, dass Priamos als junger Mann Phryger, die sich am Sangarios niedergelassen hatten, im Kampf unterstützte, als diese von Amazonen angegriffen wurden. Er nahm am Kampf um Troja seines Alters wegen nicht teil. In der Ilias tritt er als Greis durch seinen nächtlichen Gang ins griechische Schiffslager hervor, wo er von Achilleus den geschändeten Leichnam seines Sohnes Hektor erbittet und schließlich auch erhält.
Priamos wurde bei der Eroberung Trojas von Neoptolemos, dem Sohn des Achilles, am Altar des Zeus vor seinen Angehörigen niedergemacht.  Nach Erstürmung der Stadt Troja habe sich Priamos bewaffnet und wollte sich so in die feindliche Menge stürzen. Hekabe flehte ihn aber an zu fliehen, weshalb er sich mit ihr und seinen Töchtern an den Altar des Zeus Herkeios flüchtete. Hier sah er, wie sein Sohn Polites durch Neoptolemos getötet wurde, warf eine wirkungslose Lanze nach ihm, wurde aber von ihm mit dem Schwert getötet.

## Ehen und Nachkommen
Priamos’ erste Frau soll Arisbe, Tochter des Merops, gewesen sein, mit der er Aisakos zeugte. Danach heiratete er Hekabe (lateinisch Hecuba) und zeugte mit ihr insgesamt 19 Kinder, darunter Hektor, Krëusa, Helenos, Antiphos, Polites, Laodike, Paris, Kassandra, Polydoros, Polyxena, Troilos, Agathon, Pammon, Hipponoos, Hippothoos, Dios, Deiphobos.
Weitere Frauen und Nachkommen des Priamos:
- von Laothoë (Tochter des lelegischen Königs Altes)[12]: Lykaon
- von Kastianeira aus Aisyme: Gorgythion[13]
- von anderen teils nicht bekannten Frauen:
  - Söhne: Melanippos, Philaimon, Glaukos, Chersidamas, Euagoras, Hippodamas, Mestor, Atas, Doryklous, Dryops, Bias, Chromios, Astygonos, Telestas, Euander, Kebriones, Mylios, Archemachos, Laodokos, Echephron, Idomeneus, Hyperion, Askanios, Demokoon, Aretos, Deioptes, Klonios, Echemon, Hypiochos, Aigeoneus, Lysithous, Polymedon, Isos, Antiphonos
  - Töchter: Medusa, Medesikaste, Lysimache, Aristodeme[14]

Er soll mit allen seinen Frauen und Nebenfrauen mindestens 50 Kinder gehabt haben, die fast alle im Krieg um Troja gefallen oder umgekommen sind.

## Namensgeber
Nach Priamos wurde 1872 von Heinrich Schliemann der „Schatz des Priamos“ benannt, den dieser bei Ausgrabungen in den Ruinen von Troja entdeckt hatte.

## Priamos in Literatur und Kunst

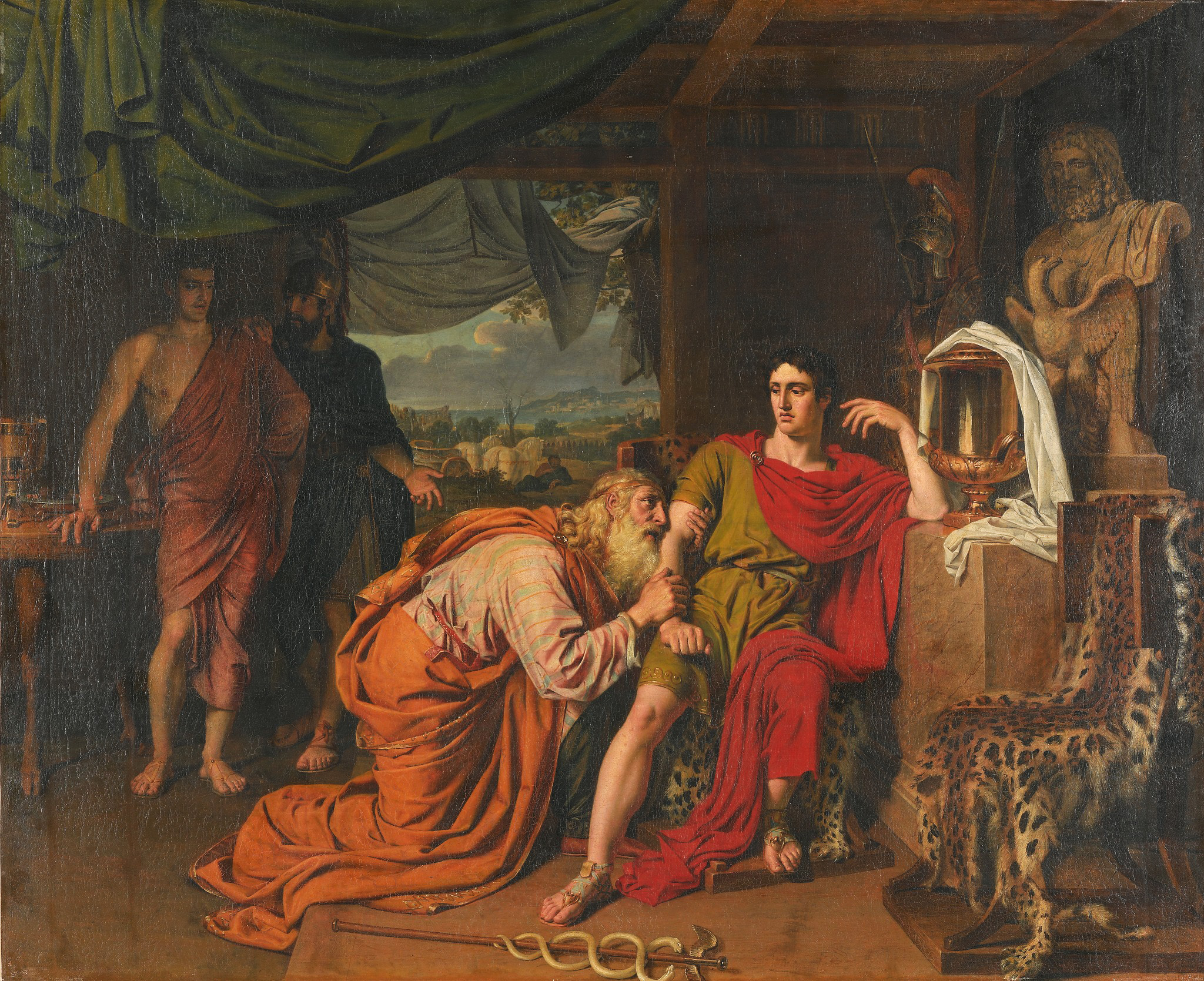
Priam und Achilles (Alexander Iwanow)

### Priamos im Film und Fernsehen (Auswahl)
- 1956: Die schöne Helena, dargestellt von Cedric Hardwicke
- 1985: König Priamos, dargestellt von Rodney Macann
- 1997: Die Abenteuer des Odysseus, dargestellt von Alan Smithie
- 2003: Helena von Troja, dargestellt von John Rhys-Davies
- 2004: Troja, dargestellt von Peter O’Toole
- 2018: Troja – Untergang einer Stadt, dargestellt von David Threlfall